# Gruissan
Gruissan, in occitano Grussan, è un comune francese di 4 617 abitanti situato nel dipartimento dell'Aude nella regione dell'Occitania. Dotata di un porto sportivo, è la principale stazione balneare del dipartimento di appartenenza.

## Amministrazione

### Gemellaggi
Gruissan è gemellata con:
- Loro Ciuffenna, Italia, dal 1995.

## Società

### Evoluzione demografica
Abitanti censiti